# کوهانا
کوهانا چارچوب نرم‌افزاری php5 است که از الگوی HMVC بهره می‌برد.دامنهٔ کوهانا بر روی وب سایت گیت هاب پیاده شده‌است.
کار کوهانا از سال ۲۰۰۷ وقتی که عده‌ای از اعضای چارچوب کدایگنایتر تصمیم گرفتند شاخه‌ای از این چارچوب را بسازند شروع شد؛ که در ابتدا Blueflame نامیده شد و پس از مدتی به Kohana تغییر داده شد.

مدتی بعد رئیس پروژه، پروژه را رها کرد و شخص دیگری جایگزین او شد. در حال حاضر کوهانا فقط سه توسعه دهنده دارد. نسخه ۲ در سال ۲۰۰۷ و نسخهٔ ۳ در سال ۲۰۰۹ منتشر شد.